# 世界頂グルメ
『世界頂グルメ』（せかいいただきグルメ）は、日本テレビ系列で2024年（令和6年）4月17日から2025年3月26日まで毎週水曜 22:00 - 23:00（日本標準時）に放送されていたバラエティ番組。
レギュラー開始前は『世界未開グルメ』（せかいみかいグルメ）と題して、特別番組として2023年（令和5年）に3回放送された。

## 概要
日本テレビ系列では、長年水曜22時台に『水曜ロードショー』（1972年〈昭和47年〉4月 - 1985年〈昭和60年〉9月、21時台から）、『水曜ドラマ』（1985年10月 - 2024年3月）とバラエティ番組以外の作品を放送し続けてきたが、テレビを取り巻く環境や生活のニーズの変化に対応するため、土曜21時台のバラエティ枠と従来のドラマ枠を交換し、レギュラーのバラエティ番組の第1弾として編成された。
当番組では、「食を入口にその国を知り、食の力で世界とつながる番組」をコンセプトに、異国で愛される世界で一番うまい地元メシ「世界頂グルメ」を調査・紹介する。
レギュラー化前の番組タイトルは『世界未開グルメ』であったが、「未開」の部分が差別的な意味を想起させるとの指摘が外部からあったことを受けて、レギュラー開始にあたって「頂上」と「いただきます」の2つの意味をこめて現行のタイトルに変更された。
2025年春の改編でレギュラー開始から1年で終了して1年ぶりに水曜ドラマが復活。

## 出演者

### MC
- ハライチ（岩井勇気・澤部佑）
- 佐藤栞里[注 6]

## 放送リスト

### 特番
| 放送日           | 放送時間                       | ロケ出演 | スタジオ出演                                                       | 備考                                                   |
| ---------------- | ------------------------------ | --- | ------------------------------------------------------------------ | ------------------------------------------------------ |
| 02月19日（日曜） | 14:00 - 15:00 『サンバリュ』枠 | - 槙野智章 - やす子（共にインド）                                                                                               | ハライチ、影山優佳（日向坂46）                                     | ハライチの肩書きは「スタジオ出演」                     |
| 07月05日（水曜） | 19:00 - 21:00                  | - 野呂佳代（韓国） - 槙野智章（インド） - やす子（イギリス）                                                                    | 梅沢富美男、ギャル曽根、道枝駿佑（なにわ男子）                     | この回より佐藤栞里が加入し、ハライチと共にMCを務める。 |
| 12月24日（日曜） | 19:00 - 22:24                  | - かたせ梨乃 - 佐藤栞里（共に韓国） - 照英（インド） - 野呂佳代（トルコ） - 槙野智章（セネガル） - やす子（パプアニューギニア） | アンミカ、石原良純、水卜麻美（日本テレビアナウンサー）、ゆうちゃみ |                                                        |

### レギュラー版

#### 2024年
| 放送日    | 海外ロケリポーター                                                                                        | スタジオゲスト | 備考                                  |
| --------- | --- | --- | ------------------------------------- |
| 04月17日  | - 槙野智章（インド） - 有岡大貴（Hey! Say! JUMP）（フランス） - ゆうちゃみ（ドミニカ共和国）              | 朝日奈央、川村壱馬（THE RAMPAGE from EXILE TRIBE）、ギャル曽根、小泉孝太郎、指原莉乃、中川大志、水卜麻美（日本テレビアナウンサー） | 初回2時間スペシャル （21:00 - 22:54） |
| 04月24日  | - やす子（スリランカ） - 照英（韓国）                                                                     | 朝日奈央、小泉孝太郎、中条あやみ                                                                                                   |                                       |
| 05月01日  | - 坂口涼太郎（ペルー） - 槙野智章（マカオ）                                                               | ホラン千秋、森本慎太郎（SixTONES）                                                                                                 |                                       |
| 05月08日  | - IMALU（バングラデシュ） - やす子（セネガル）                                                            | 大久保佳代子（オアシズ）、近藤春菜（ハリセンボン）、ゆうちゃみ、清原果耶、道枝駿佑（なにわ男子）                                   |                                       |
| 05月22日  | - 照英（韓国、ギリシャ）                                                                                  | 大沢あかね、やす子、ゆうちゃみ、福士蒼汰、松本まりか                                                                               |                                       |
| 05月29日  | - 安斉星来（タイ） - 横山だいすけ（ノルウェー） - 槙野智章（メキシコ）                                    | IKKO、大沢あかね、菊地亜美、白濱亜嵐（GENERATIONS from EXILE TRIBE）、土屋太鳳、水野美紀、やす子、ゆうちゃみ                       | 2時間スペシャル（21:00 - 22:54）      |
| 06月05日  | - 野呂佳代（台湾）                                                                                        | IKKO、菊地亜美、松田元太（Travis Japan）、やす子、ゆうちゃみ                                                                       |                                       |
| 06月12日  | - ゆめぽて（モロッコ）                                                                                    | 大西流星（なにわ男子）、近藤春菜（ハリセンボン）、平愛梨、ゆうちゃみ                                                               |                                       |
| 06月19日  | - やす子（シンガポール） - 照英（台湾）                                                                   | 大西流星（なにわ男子）、近藤春菜（ハリセンボン）、藤木直人、ゆうちゃみ                                                             |                                       |
| 06月26日  | - 安斉星来&神田愛花（香港）                                                                               | 奈緒、EXILE NAOTO、やす子、横澤夏子、若槻千夏                                                                                      |                                       |
| 07月10日  | - 浮所飛貴（美 少年） - やす子（共にアメリカ・ニューヨーク） - 朝日奈央&槙野智章（台湾）                  | 王林、木村昴、近藤春菜（ハリセンボン）、夏菜、平野ノラ、福原遥                                                                     | 2時間スペシャル（21:00 - 22:54）      |
| 07月17日  | - 照英（中国）                                                                                            | 新木優子、王林、夏菜、平野ノラ、藤原丈一郎（なにわ男子）、ゆうちゃみ                                                               |                                       |
| 07月24日  | - 米倉涼子&野呂佳代（メキシコ） - 大久保佳代子（オアシズ）&EXILE TAKAHIRO（韓国）                         | 大沢あかね、坂下千里子、佐久間大介（Snow Man）、やす子、ゆうちゃみ                                                                 |                                       |
| 08月07日  | - 大久保佳代子（オアシズ）&EXILE TAKAHIRO（韓国） - 横山だいすけ（スペイン）                              | ギャル曽根、眞栄田郷敦、やす（ずん）、やす子、柳原可奈子、ゆうちゃみ                                                               |                                       |
| 08月21日  | - 米倉涼子&野呂佳代（メキシコ）                                                                           | 猪狩蒼弥（HiHi Jets）、大沢あかね、榊原郁恵、ゆうちゃみ、横澤夏子                                                                  |                                       |
| 08月28日  | - 滝沢カレン&近藤春菜（ハリセンボン）（シンガポール）                                                     | IKKO、大沢あかね、道枝駿佑（なにわ男子）、やす子、ゆうちゃみ、横澤夏子                                                             |                                       |
| 09月11日  | - 大久保佳代子（オアシズ）＆ジェジュン（韓国） - 佐藤栞里&本田翼（ベトナム） - やす子（イタリア）         | 石原良純、浮所飛貴（美 少年）、菊地亜美、スヨン（少女時代）、保田圭、ゆうちゃみ                                                    | 2時間スペシャル（21:00 - 22:54）      |
| 09月18日  | - 大久保佳代子（オアシズ）&ヒコロヒー（韓国・ソウル） - 神田愛花&ゆうちゃみ（台湾）                       | 石原良純、浮所飛貴（美 少年）、大沢あかね、菊地亜美、やす子                                                                        |                                       |
| 09月25日  | - 佐藤栞里&本田翼（ベトナム）                                                                             | 梅沢富美男、菊地亜美、土屋アンナ、奈緒、藤ヶ谷太輔（Kis-My-Ft2）、やす子                                                           |                                       |
| 10月 02日 | - ギャル曽根&神田愛花（台湾）                                                                             | IKKO、及川光博、SHELLY、横澤夏子、やす子                                                                                           |                                       |
| 10月16日  | - やす子&小泉孝太郎（ハワイ） - 有岡大貴（Hey! Say! JUMP）&中川大志（スペイン）                           | 浮所飛貴（美 少年）、菊地亜美、SHELLY、EXILE TAKAHIRO、夏菜、南果歩                                                                | 2時間スペシャル（21:00 - 22:54）      |
| 10月30日  | - 綾瀬はるか（イタリア・ローマ） - 大久保佳代子&中島健人（韓国・ソウル）                                  | IKKO、指原莉乃、宮近海斗（Travis Japan）、村上佳菜子、ゆうちゃみ                                                                   |                                       |
| 11月 06日 | - やす子&小泉孝太郎（ハワイ） - 槙野智章&朝日奈央（韓国・ソウル）                                         | IKKO、ギャル曽根、那須雄登（美 少年）、藤本美貴、ゆうちゃみ                                                                        |                                       |
| 11月13日  | - やす子&Matt（イタリア・ベネチア）                                                                       | 梅沢富美男、SHELLY、末澤誠也（Aぇ! group）、夏菜、ゆうちゃみ                                                                       |                                       |
| 11月27日  | - 吉瀬美智子&野呂佳代（オーストラリア・シドニー） - IKKO&松尾俊（チョコレートプラネット）（韓国・ソウル） | 梅沢富美男、大沢あかね、佐藤大樹（FANTASTICS）、SHELLY、やす子                                                                     | 2時間スペシャル（21:00 - 22:54）      |
| 12月18日  | - 大久保佳代子（オアシズ）&EXILE TAKAHIRO（フランス・パリ）                                               | 片寄涼太（GENERATIONS）、菊地亜美、K（&TEAM）、SHELLY、南果歩、やす子                                                              |                                       |

#### 2025年
| 放送日   | 海外ロケリポーター                                                                                     | スタジオゲスト                                                                                  | 備考                                    |
| -------- | --- | ----------------------------------------------------------------------------------------------- | --------------------------------------- |
| 01月08日 | - 藤原紀香&倖田來未（オーストラリア・シドニー）                                                        | 浮所飛貴（美 少年）、上白石萌歌、 菊地亜美、夏菜、やす子                                        |                                         |
| 01月15日 | - 井ノ原快彦&野々村友紀子（韓国・ソウル） - やす子&中尾明慶（タイ・プーケット）                        | IKKO、岩崎大昇（美 少年）、 菊地亜美、夏菜、松井愛莉、ゆうちゃみ                                | 2時間スペシャル（21:00 - 22:54）        |
| 01月22日 | - 草刈民代&野呂佳代（アメリカ・ロサンゼルス）                                                          | 阿部なつき、IKKO、大沢あかね、 SHELLY、城田優、ゆうちゃみ                                       |                                         |
| 01月29日 | - 福田麻貴（3時のヒロイン） &福田賢吾（兄）&福田智美（母）（シンガポール） - 神田愛花&近藤春菜（香港） | 梅沢富美男、大沢あかね、菊地亜美、 藤本美貴、深澤辰哉（Snow Man）、やす子                       |                                         |
| 02月05日 | - やす子&Matt（ハワイ）                                                                                | 井森美幸、SHELLY、那須雄登（美 少年）、夏菜、ゆうちゃみ                                         |                                         |
| 02月12日 | - 槙野智章&萬田久子（香港）                                                                            | 井森美幸、菊地亜美、SHELLY、 正門良規（Aぇ! group）、ゆうちゃみ                                 |                                         |
| 02月19日 | - IKKO&津田篤宏（ダイアン）（韓国） - 草刈民代&野呂佳代（イタリア・フィレンツェ）                      | 梅沢富美男、岡田将生、菊地亜美、 藤本美貴、広瀬すず                                             | 2時間スペシャル（21:00 - 22:54）        |
| 03月05日 | - 野々村友紀子&村上信五 （SUPER EIGHT）（韓国）                                                        | 井森美幸、佐藤大樹（FANTASTICS）、 SHELLY、やす子、横澤夏子                                     |                                         |
| 03月12日 | - 城田優&ぺピー（母）&マリア（長女） &リナ（次女）（グアム）                                           | IKKO、浮所飛貴（ACEes）、 SHELLY、やす子、渡邊圭祐                                              |                                         |
| 03月26日 | - 広瀬アリス&やす子（フィリピン・セブ島） - 大久保佳代子&EXILE TAKAHIRO（ドイツ）                      | IKKO、浮所飛貴（ACEes）、梅沢富美男 大沢あかね、SHELLY、野呂佳代、 槙野智章、やす子、ゆうちゃみ | 最終回104分スペシャル （21:15 - 22:54） |

## ネット局
※2024年5月19日現在
| 放送対象地域   | 放送局                    | 系列                          | 放送日時           | ネット状況 |
| -------------- | ------------------------- | ----------------------------- | ------------------ | ---------- |
| 関東広域圏     | 日本テレビ（NTV）         | 日本テレビ系列                | 水曜 22:00 - 23:00 | 制作局     |
| 北海道         | 札幌テレビ（STV）         | 日本テレビ系列                | 水曜 22:00 - 23:00 | 同時ネット |
| 青森県         | 青森放送（RAB）           | 日本テレビ系列                | 水曜 22:00 - 23:00 | 同時ネット |
| 岩手県         | テレビ岩手（TVI）         | 日本テレビ系列                | 水曜 22:00 - 23:00 | 同時ネット |
| 宮城県         | ミヤギテレビ（MMT）       | 日本テレビ系列                | 水曜 22:00 - 23:00 | 同時ネット |
| 秋田県         | 秋田放送（ABS）           | 日本テレビ系列                | 水曜 22:00 - 23:00 | 同時ネット |
| 山形県         | 山形放送（YBC）           | 日本テレビ系列                | 水曜 22:00 - 23:00 | 同時ネット |
| 福島県         | 福島中央テレビ（FCT）     | 日本テレビ系列                | 水曜 22:00 - 23:00 | 同時ネット |
| 山梨県         | 山梨放送（YBS）           | 日本テレビ系列                | 水曜 22:00 - 23:00 | 同時ネット |
| 新潟県         | テレビ新潟（TeNY）        | 日本テレビ系列                | 水曜 22:00 - 23:00 | 同時ネット |
| 長野県         | テレビ信州（TSB）         | 日本テレビ系列                | 水曜 22:00 - 23:00 | 同時ネット |
| 静岡県         | 静岡第一テレビ（SDT）     | 日本テレビ系列                | 水曜 22:00 - 23:00 | 同時ネット |
| 富山県         | 北日本放送（KNB）         | 日本テレビ系列                | 水曜 22:00 - 23:00 | 同時ネット |
| 石川県         | テレビ金沢（KTK）         | 日本テレビ系列                | 水曜 22:00 - 23:00 | 同時ネット |
| 福井県         | 福井放送（FBC）           | 日本テレビ系列                | 水曜 22:00 - 23:00 | 同時ネット |
| 中京広域圏     | 中京テレビ（CTV）         | 日本テレビ系列                | 水曜 22:00 - 23:00 | 同時ネット |
| 近畿広域圏     | 読売テレビ（ytv）         | 日本テレビ系列                | 水曜 22:00 - 23:00 | 同時ネット |
| 鳥取県・島根県 | 日本海テレビ（NKT）       | 日本テレビ系列                | 水曜 22:00 - 23:00 | 同時ネット |
| 広島県         | 広島テレビ（HTV）         | 日本テレビ系列                | 水曜 22:00 - 23:00 | 同時ネット |
| 山口県         | 山口放送（KRY）           | 日本テレビ系列                | 水曜 22:00 - 23:00 | 同時ネット |
| 徳島県         | 四国放送（JRT）           | 日本テレビ系列                | 水曜 22:00 - 23:00 | 同時ネット |
| 香川県・岡山県 | 西日本放送（RNC）         | 日本テレビ系列                | 水曜 22:00 - 23:00 | 同時ネット |
| 愛媛県         | 南海放送（RNB）           | 日本テレビ系列                | 水曜 22:00 - 23:00 | 同時ネット |
| 高知県         | 高知放送（RKC）           | 日本テレビ系列                | 水曜 22:00 - 23:00 | 同時ネット |
| 福岡県         | 福岡放送（FBS）           | 日本テレビ系列                | 水曜 22:00 - 23:00 | 同時ネット |
| 長崎県         | 長崎国際テレビ（NIB）     | 日本テレビ系列                | 水曜 22:00 - 23:00 | 同時ネット |
| 熊本県         | くまもと県民テレビ（KKT） | 日本テレビ系列                | 水曜 22:00 - 23:00 | 同時ネット |
| 大分県         | テレビ大分（TOS）         | 日本テレビ系列 フジテレビ系列 | 水曜 22:00 - 23:00 | 同時ネット |
| 鹿児島県       | 鹿児島読売テレビ（KYT）   | 日本テレビ系列                | 水曜 22:00 - 23:00 | 同時ネット |
| 沖縄県         | 沖縄テレビ（OTV）         | フジテレビ系列                | 日曜 12:00 - 13:00 | 遅れネット |